# Filippinsk skägghaj
Filippinsk skägghaj (Cirrhoscyllium expolitum) är en hajart som beskrevs av Smith och Lewis Radcliffe 1913. Filippinsk skägghaj ingår i släktet Cirrhoscyllium och familjen Parascylliidae. IUCN kategoriserar arten globalt som otillräckligt studerad. Inga underarter finns listade i Catalogue of Life.
Arten är känd från havsområden kring Filippinerna, Vietnam, sydöstra Kina och Japans sydligaste öar. Utbredningsområdets gräns är däremot inte helt utredd på grund av förväxlingar med Cirrhoscyllium japonicum. De flesta observationer är från områden som ligger cirka 185 meter under havsytan.
Den bekräftade maximala längden är 3,35 meter.